# Clelio Darida

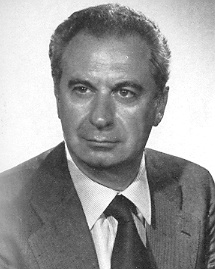
Clelio Darida

Clelio Darida (* 3. Mai 1927 in Rom; † 11. Mai 2017 ebenda) war ein italienischer Rechtsanwalt und Politiker der Democrazia Cristiana (DC), der unter anderem Bürgermeister von Rom, Mitglied der Abgeordnetenkammer (Camera dei deputati) sowie mehrfach Minister war.

## Leben
Nach dem Schulbesuch studierte Darida Rechtswissenschaften und war nach Beendigung des Studiums als Rechtsanwalt tätig.
1969 wurde er als Kandidat der Democrazia Cristiana zum Bürgermeister von Rom gewählt und damit zum Nachfolger seines Parteifreundes Rinaldo Santini. Das Amt des Bürgermeisters übte er sieben Jahre lang bis zur Ablösung 1976 durch Giulio Carlo Argan, der für die Kommunistische Partei Italiens (PCI) antrat.
Im Anschluss wurde er selbst bei der Wahl vom 2. Juli 1976 für die DC erstmals zum Mitglied der Abgeordnetenkammer gewählt, in der er bis zum 22. April 1992 den Wahlkreis Roma vertrat.
Kurz darauf wurde Darida am 31. Juli 1976 Unterstaatssekretär im Innenministerium und bekleidete diese Funktion in der dritten, vierten und fünften Regierung von Ministerpräsident Giulio Andreotti sowie der ersten Regierung von Francesco Cossiga bis zum 14. Januar 1980.
Im Rahmen einer Regierungsumbildung berief ihn Ministerpräsident Cossiga dann am 14. Januar 1980 zum Minister ohne Geschäftsbereich (Ministro senza Portafiglio) für die Beziehungen zum Parlament. In der zweiten Regierung Cossigas war er im Anschluss vom 4. April bis zum 18. Oktober 1980 Minister für Post und Telekommunikation (Ministro delle Poste e Telecommunicazioni), ehe er danach von Ministerpräsident Arnaldo Forlani zum Minister ohne Geschäftsbereich für öffentliche Aufgaben in dessen vom 18. Oktober 1980 bis zum 28. Juni 1981 amtierendes Kabinett berufen wurde. Zuletzt war er vom 23. Mai bis zum 28. Juni 1981 auch amtierender Justizminister Italiens (Ministro della Giustizia).
Danach war er vom 28. Juni 1981 bis zum 4. August 1983 Justizminister in der ersten und zweiten Regierung von Ministerpräsident Giovanni Spadolini sowie im fünften Kabinett von Amintore Fanfani. Am 4. August 1983 wurde Darida von Ministerpräsident Bettino Craxi zum Minister für staatliche Beteiligungen (Ministro delle Partecipazioni Statale) in dessen erstes Kabinett berufen und bekleidete diese Funktion auch in der zweiten Regierung Craxis sowie im sechsten Kabinett Fanfani bis zum 28. Juli 1987.

## Auszeichnungen
- 1971: Großkreuz des Verdienstordens der Italienischen Republik
- 1971: Großes Goldenes Ehrenzeichen mit dem Stern für Verdienste um die Republik Österreich[2]